# Ptilinus ruficornis
Ptilinus ruficornis är en skalbaggsart som beskrevs av Thomas Say 1823. Ptilinus ruficornis ingår i släktet Ptilinus och familjen trägnagare. Inga underarter finns listade i Catalogue of Life.